# Kugelbake

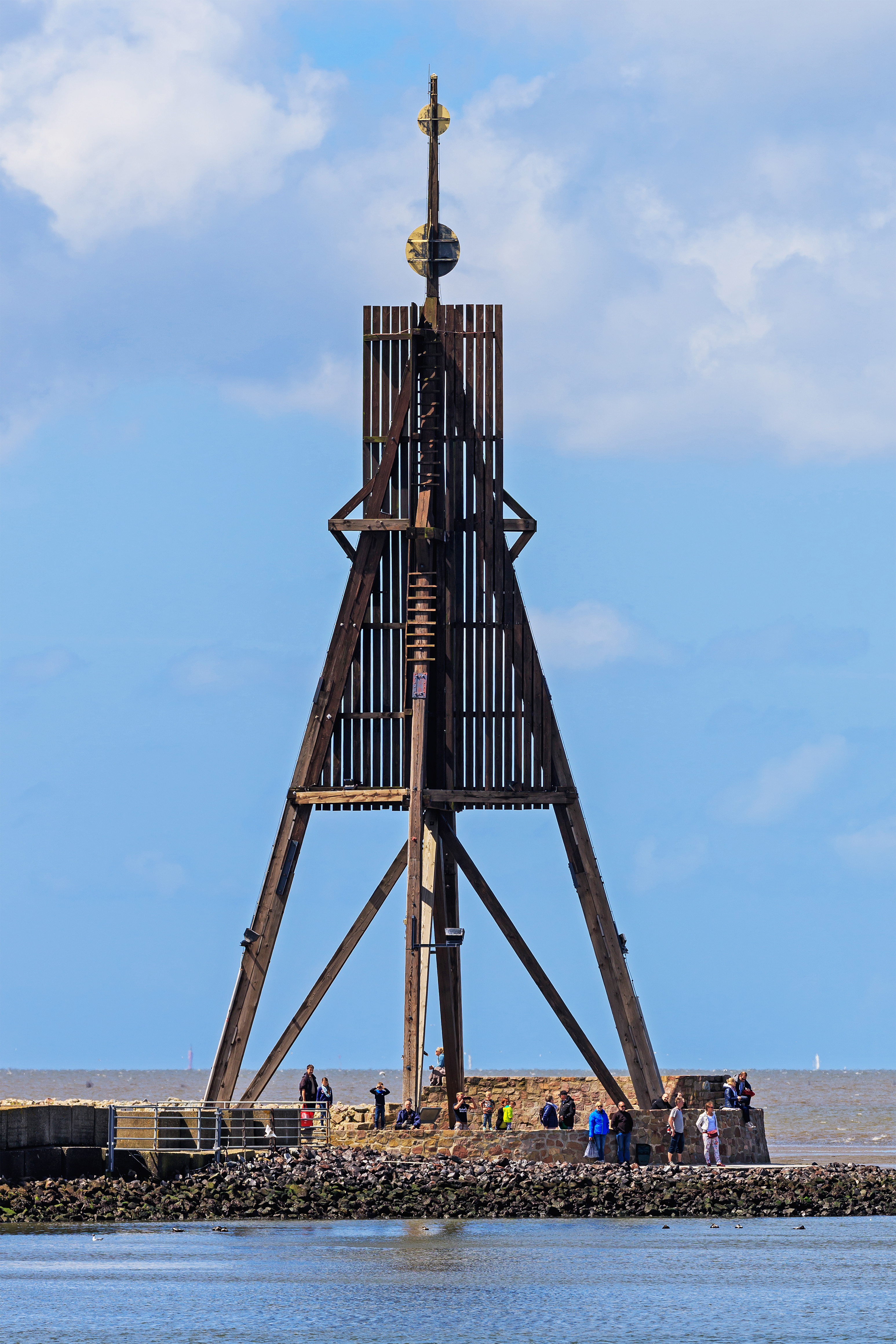
Znak nawigacyjny Kugelbake, 2016

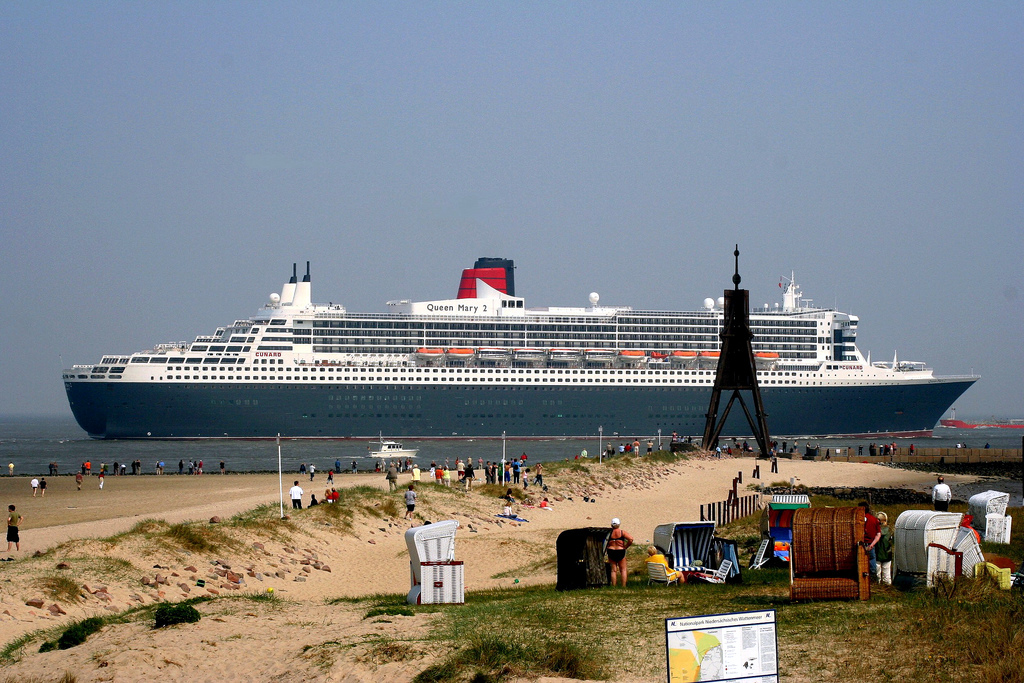
Queen Mary 2 na trawersie Kugelbake

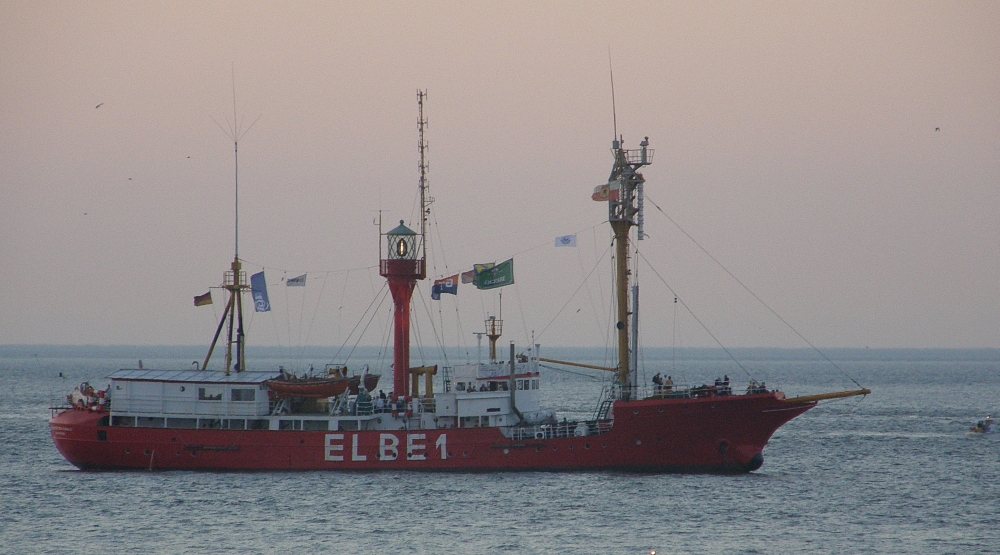
Latarniowiec pod Cuxhaven

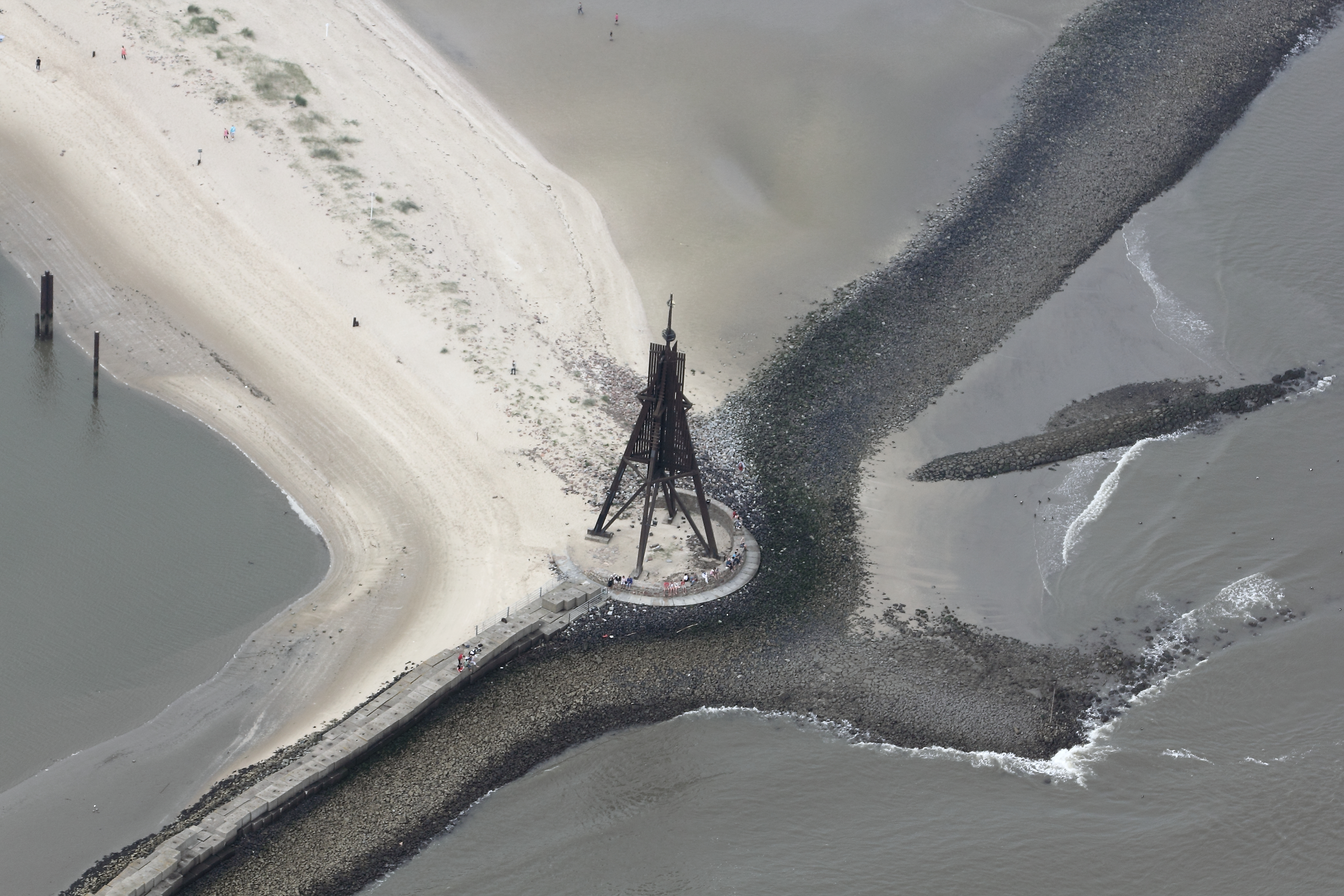
Kugelbake z lotu ptaka, 2011

Kugelbake – zabytkowy znak nawigacyjny z kulą (niem. Kugel, stąd nazwa) na szczycie w mieście Cuxhaven w Niemczech, w najdalej na północ wysuniętym punkcie Dolnej Saksonii, gdzie rzeka Łaba uchodzi do Morza Północnego. W języku dolnoniemieckim w średniowieczu terminem bake określano wszelkie znaki nawigacyjne: stawy, pławy, a nawet latarnie morskie.
Drewniana, 30-metrowa stawa była znakiem nawigacyjnym przez blisko 300 lat.
Jest jednym z najbardziej znanych punktów orientacyjnych w Cuxhaven. Od roku 1913 znajduje się w herbie miasta.

## Lokalizacja
Znak został ustawiony na wysuniętym cyplu w dzielnicy Cuxhaven − Döse, gdzie estuarium Łaby osiąga szerokość około 18 km. W sensie geograficznym w tym miejscu Łaba kończy swój bieg uchodząc do Morza Północnego, ale z nautycznego punktu widzenia Kugelbake jest znakiem symbolicznie rozgraniczającym estuaria Łaby i Wezery.
Widoczny z daleka i w przeszłości ważny dla żeglarzy, dziś jest jedynie atrakcją turystyczną.
Położenie: 53°53'34"N, 08°41'15"E. Wysokość: 29,63 m n.p.m..

## Dzieje
W  czasie silnego sztormu została całkowicie zniszczona kępa drzew, która stanowiła naturalny znak orientacyjny. W tym miejscu około roku 1703 z inicjatywy pilota Paula Allersa został ustawiony pierwszy znak nawigacyjny. Eksponowana na ciężkie warunki pogodowe drewniana konstrukcja była odbudowywana co około trzydzieści lat (pierwsza rekonstrukcja nastąpiła w 1737 roku).
W roku 1853 stawa Kugelbake stała się latarnią morską. Światła dostarczał ogień płonący pod zadaszeniem wewnątrz drewnianej wieży. Od roku 1878 światło zapalano tylko okazjonalnie, jako że w nurcie rzeki zakotwiczono latarniowiec. W chwili wybuchu wojny francusko-pruskiej w roku 1870 światło zredukowano, by nie było przewodnikiem dla okrętów nieprzyjaciela, a w czasie I wojny światowej wieżę − z tego samego powodu − zdemontowano. W 1924 roku stawa została odbudowana, ale w miejsce eponimicznej kuli zamontowano na szczycie dwa pionowo ustawione dyski. Obecnie istniejąca konstrukcja została wzniesiona po 1945 roku i jest odtworzeniem tej sprzed I wojny światowej.
Zimą 1899/1900 Jonathan Zenneck (asystent prof. Ferdinanda Brauna) na stawie Kugelbake zamontował nadajnik, odbiornik i anteny uruchamiając pierwszą radiową stację brzegową w Niemczech. Pierwsza historyczna wymiana depesz radiowych pomiędzy Kugelbake a parowcem Silvana miała miejsce na odległość 32 km. Jesienią 1900 roku Zenneck nawiązał łączność z wyspą Helgoland odległą o 63 km.
W roku 2001 Wasser und Schifffahrtsverwaltung (Administracja Wodno-Żeglugowa) przekazała Kugelbake (obiekt stracił znaczenie dla nawigacji) agencji zajmującej się opieką nad zabytkami. Powstała fundacja mająca na celu dbałość o tę historycznie wieżę, która od 2002 roku jest własnością miasta Cuxhaven.